# Trichomycterus spegazzinii
Trichomycterus spegazzinii is een straalvinnige vissensoort uit de familie van de parasitaire meervallen (Trichomycteridae). De wetenschappelijke naam van de soort is voor het eerst geldig gepubliceerd in 1897 door Carlos Berg. De soort is genoemd naar dr. Carlos Spegazzini, die ze verzamelde in de Rio de Cachi in de Argentijnse provincie Salta, op een hoogte van 2500-2800 meter boven de zeespiegel, in de maand januari 1897.